# Trier
Trier (tiếng Pháp: Trèves) là một thành phố độc lập thuộc tiểu bang Rheinland-Pfalz của Đức. Thành phố Trier được kiến lập trước đây trên 2.000 năm dưới tên là Augusta Treverorum (từ nửa sau thế kỷ thứ 3 là Treveris) và vì thế là thành phố Đức lâu đời nhất dựa trên một lịch sử thành phố (La Mã) lâu đời nhất đã được công nhận (khác với một làng mạc hay trại lính cũng do người La Mã kiến lập cùng thời đấy).
Năm 1986 khu vực La Mã trong thành phố Trier (Hý trường Trier, Bể tắm nước nóng Barbara, Hội trường Konstantin, Cột Igel, Cổng Nigra, Cầu La Mã), Nhà thờ lớn St. Peter zu Trier và Nhà thờ Đức Bà được UNESCO công nhận là di sản văn hóa thế giới. Ngoài ra một di sản thế giới khác nữa là Nhà thờ St. Paulin.
Với khoảng gần 100.000 dân cư, Trier cùng với Kaiserslautern là thành phố lớn thứ tư của tiểu bang sau Mainz, Ludwigshafen am Rhein và Koblenz. Các thành phố lớn gần đó là Saarbrücken (khoảng 80 km về hướng đông-nam) và Koblenz, khoảng 100 km về hướng đông-bắc cũng như là thủ đô Luxembourg chỉ cách Trier khoảng 50 km về hướng tây-nam và đây là nơi sinh của nhà chính trị học Karl Marx
Thành phố có trường Đại học Trier (Universität Trier) và Đại học thực hành Trier (Fachhochschule Trier).

## Điểm tham quan
Trier được biết đến với các tòa nhà thời Trung Cổ và La Mã được bảo tồn tốt, bao gồm:
- Porta Nigra: Là một trong những cổng thành La Mã được bảo quản tốt nhất ở phía bắc dãy Anpơ
- Vương cung thánh đường Constantine: Là một vương cung thánh đường La Mã chính thức mà được ủy quyền xây dựng bởi hoàng đế Constantinus Đại đế với đại sảnh dài 67 mét. Ngày nay nó là một nhà thờ Tin Lành kế bên cạnh Dinh Bầu cử.
- Nhà hát vòng tròn Trier
- Cầu La Mã Trier: Có niên đại thế kỷ thứ 2 sau Công nguyên bắc qua Moselle, là cây cầu cổ nhất ở phía bắc của dãy Anpơ vẫn còn dùng cho hoạt động đi lại.
- Tàn tích của ba nhà tắm La Mã trong số đó có các phòng tắm La Mã lớn nhất ở phía bắc của dãy Anpơ là Nhà tắm Barbara và Nhà tắm Hoàng gia Trier
- Nhà thờ chính tòa Trier là một nhà thờ Công giáo có từ thời La Mã. Mặt tiền phía tây mang phong cách kiến trúc Romanesque. Đây là nơi lưu giữ thánh tích Áo choàng liền mảnh của Chúa Giêsu được cho là chiếc áo choàng mà Chúa Giêsu đã mặc khi ngài bị đóng đinh cũng như nhiều di vật khác trong Kho tàng Nhà thờ.
- Nhà thờ Đức Mẹ Trier là một trong những công trình đầu Gothic quan trọng ở Đức.
- Tu viện Thánh Matthias là một tu viện vẫn còn được sử dụng trong đó có nhà thờ thời Trung Cổ duy nhất ở phía bắc dãy Anpơ mà một tông đồ được chôn cất.
- Nhà thờ Thánh Gangolf
- Vương cung thánh đường Thánh Paulinus là một trong những nhà thờ Baroque quan trọng nhất ở Rheinland-Pfalz và được thiết kế một phần bởi kiến trúc sư Balthasar Neumann
- Hai cần trục bánh lốp cũ là Alter Krahnen mang kiến trúc Baroque từ năm 1413 và Zollkran mang kiến trúc Baroque năm 1774.

## Quan hệ quốc tế
Trier là thành viên của liên minh các thành phố QuattroPole, cùng với Luxembourg, Saarbrücken và Metz

## Thành phố kết nghĩa
Trier là thành phố kết nghĩa với:
- Metz, Pháp (1957)
- Gloucester, Anh, Vương quốc Anh (1957)
- Ascoli Piceno, Ý (1958)
- 's-Hertogenbosch, Hà Lan (1968)
- Pula, Croatia (1971)
- Fort Worth, Hoa Kỳ (1987)
- Weimar, Đức (1990)
- Nagaoka, Nhật Bản (2006)
- Hạ Môn, Trung Quốc (2010)

### Đặt tên
- New Trier, Illinois, Hoa Kỳ, ban đầu được định cư bởi những người từ Trier.
- New Trier, Minnesota, Hoa Kỳ, do những người từ Trier đến định cư khoảng năm 1856.
- Trường trung học New Trier, một trường Illinois được đặt theo tên của Trier.

## Hình ảnh

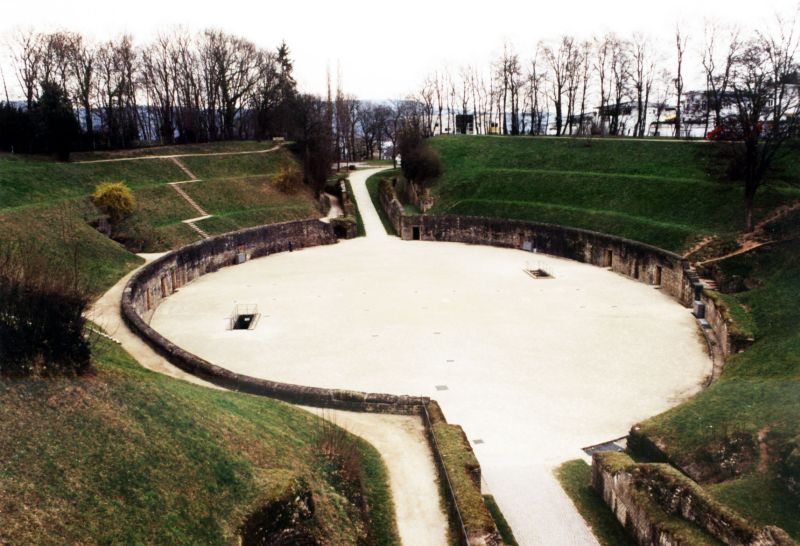
Hý trường La Mã
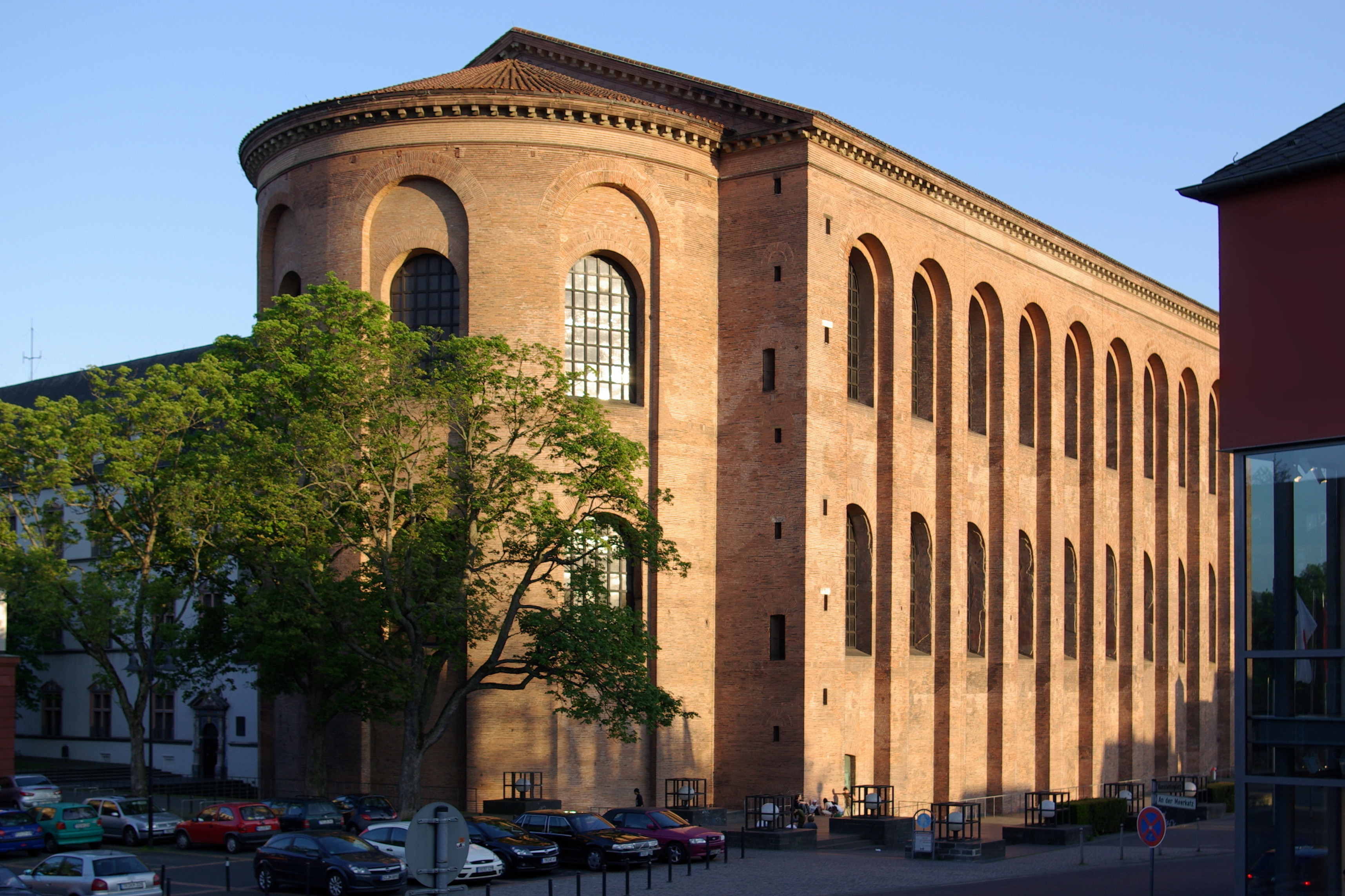
Hội trường La Mã
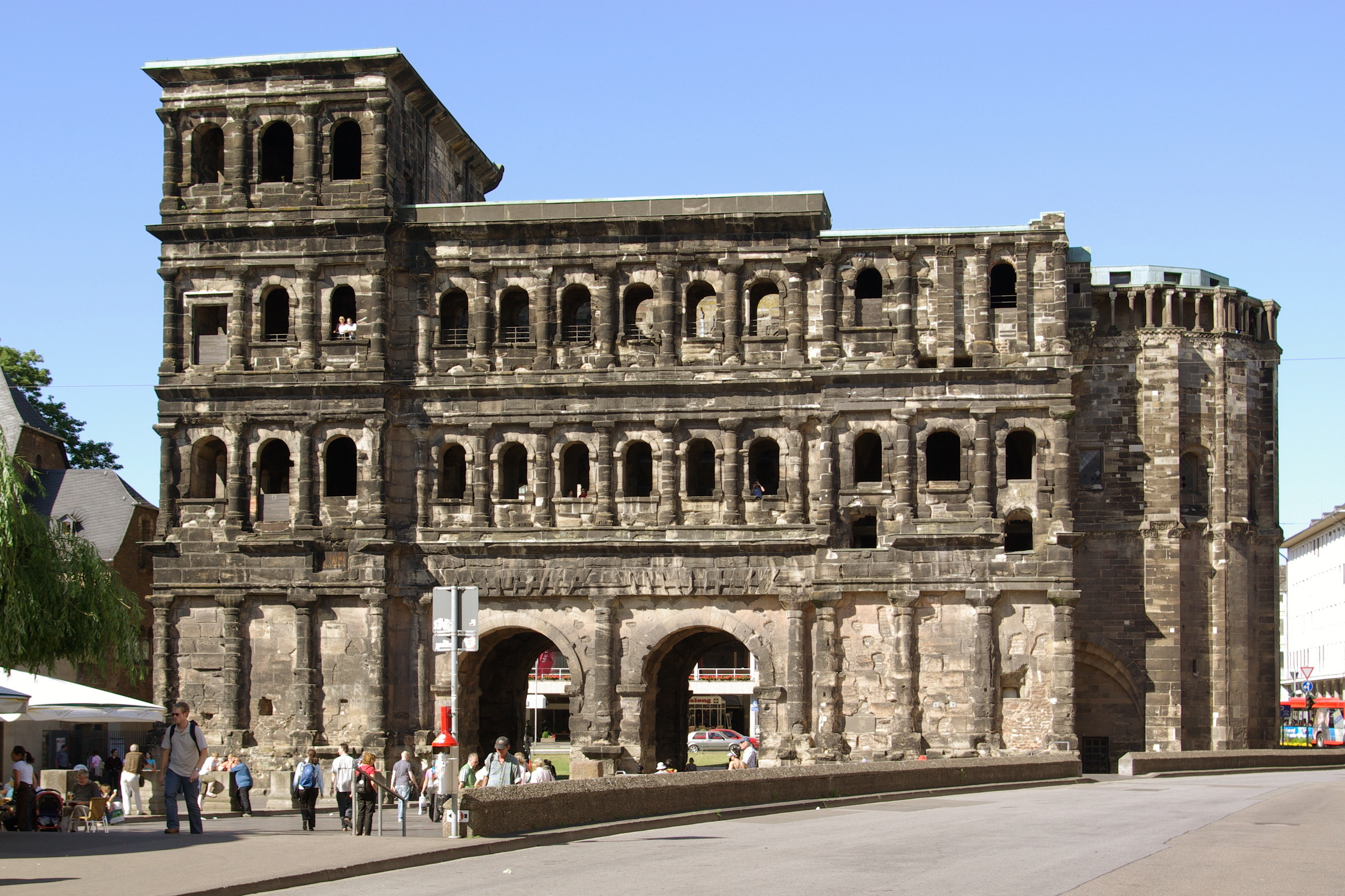
Cổng Nigra (Porta Nigra) mặt qua về thành phố